# Guiting-guiting
Der Guiting-guiting ist der höchste Gipfel der philippinischen Provinz Romblon. Er erreicht eine Höhe von 2058 m und liegt im Zentrum der Insel Sibuyan, die auch als Perle der Sibuyan-See bekannt ist. Der Name Guiting-guiting bedeutet in der Sprache der Einheimischen Sägezahn. Die erste dokumentierte Besteigung fand erst im Mai 1982 statt.  
Der Gipfel des Guiting-guiting liegt an dem Punkt, an dem die Grenzen der Gemeinden Cajidiocan, Magdiwang und San Fernando zusammentreffen. Das gesamte Inselgebirge, in dem der Guiting-guiting liegt, steht seit der Einrichtung des Mount Guiting-guiting Natural Parks im Jahre 1996 unter Naturschutz. 